# Andrea LaFontaine
Andrea LaFontaine (New Baltimore, Míchigan, 6 de marzo de 1987) es una política estadounidense del Estado de Míchigan. Una republicana, fue elegida para la Cámara de Representantes de Míchigan en 2010, representando al 32.º distrito, el cual incluye partes del noreste del Condado de Macomb y cuatro municipios rurales en el Condado de St. Clair.

## Biografía
Aproximadamente en 1995, se mudó al Municipio de Richmond, Condado de Macomb, Míchigan, y se graduó en el Richmond High School en 2005. Consiguió su Grado en la Universidad de Míchigan Central en 2009 (centrándose en ciencias políticas, estudios legales, y estudios de liderazgo), y completó su Máster en Administración Pública en 2011. Actualmente reside en el Municipio de Columbus, Condado de St. Clair, Míchigan.
Durante casi una década, LaFontaine trabajó como camarera en Ken's Country Kitchen en Richmond. También fue becaria en la oficina del senador Alan Sanborn.

## Carrera política
LaFontaine ganó estrechamente a cuatro oponentes en las elecciones primarias del partido republicano en agosto de 2010. Derrotó a la titular del partido demócrata Jennifer Haase con 16,101 votos frente a 14,354 votos. El candidato del partido libertario Scott Dudek tuvo 1,367 votos.
LaFontaine es provida y no acepta el aborto bajo ninguna circunstancia. Está a favor de las armas, es miembro de la Asociación Nacional del Rifle (NRA) y de Michigan Coalition for Responsible Gun Owners (MCRGO). Se opone a los impuestos a  las empresas, abogando por la degoración del Michigan Business Tax.